# RCDエスパニョールの選手一覧
RCDエスパニョールの選手一覧は、セグンダ・ディビシオンに在籍するRCDエスパニョールに所属した経験のある選手の一覧。

## 歴代所属選手

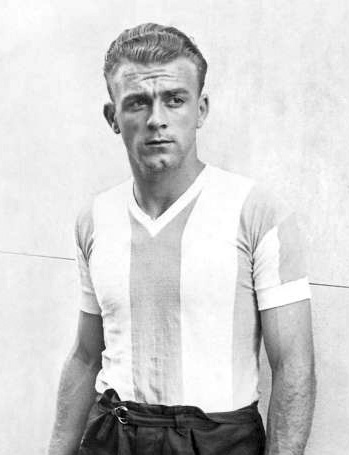
ディ・ステファノ
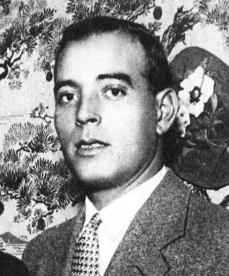
リカルド・サモラ
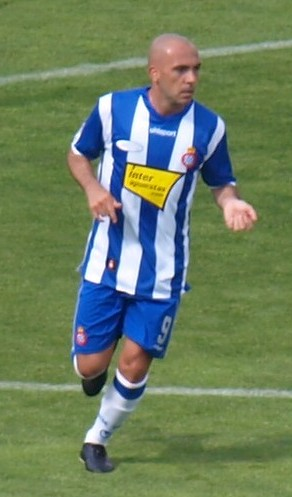
デ・ラ・ペーニャ
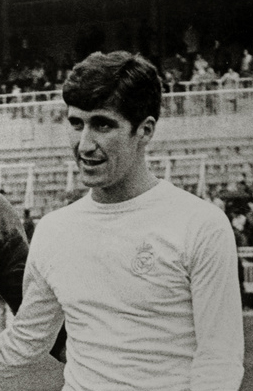
マラニョン
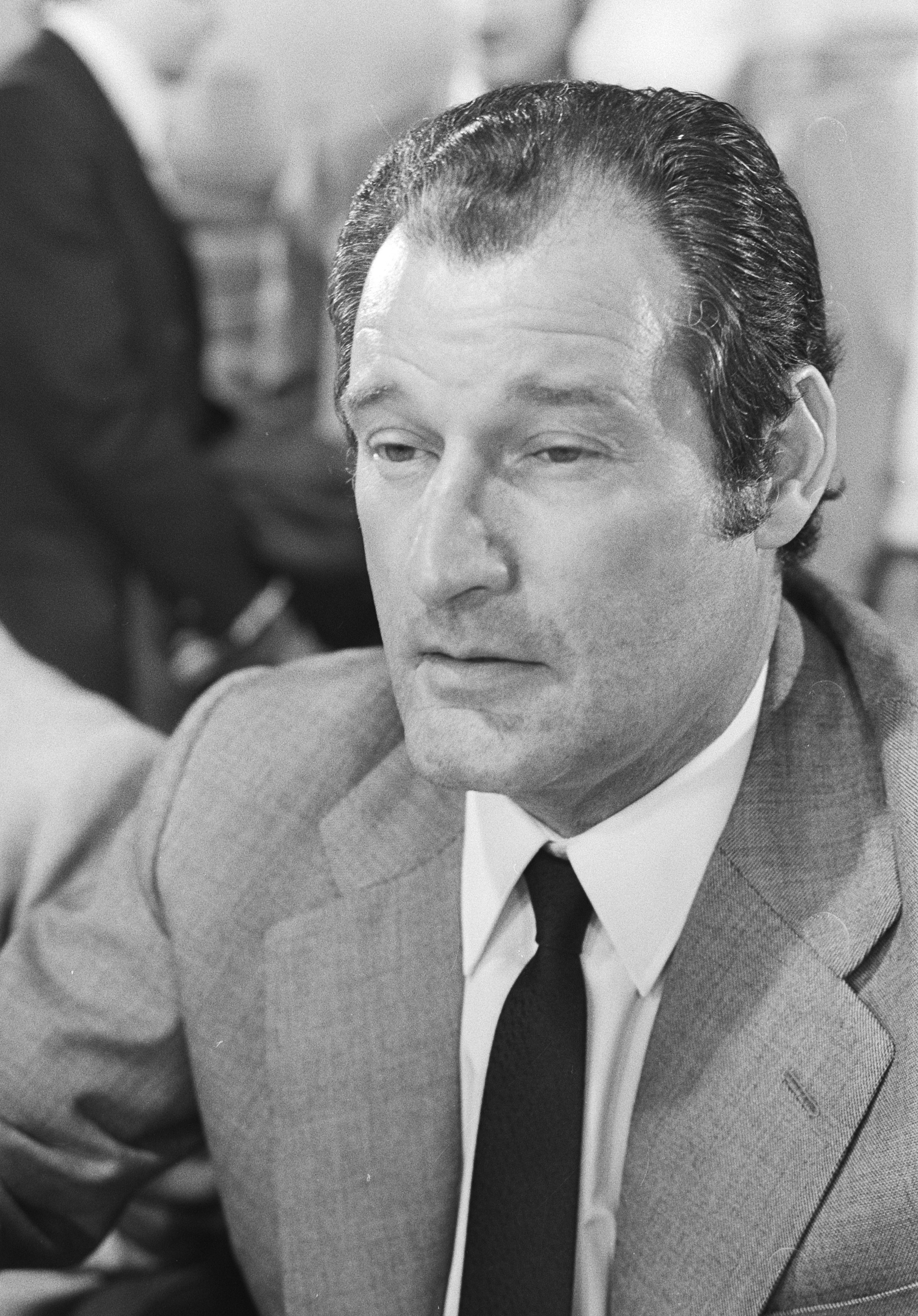
マルセル・ドミンゴ
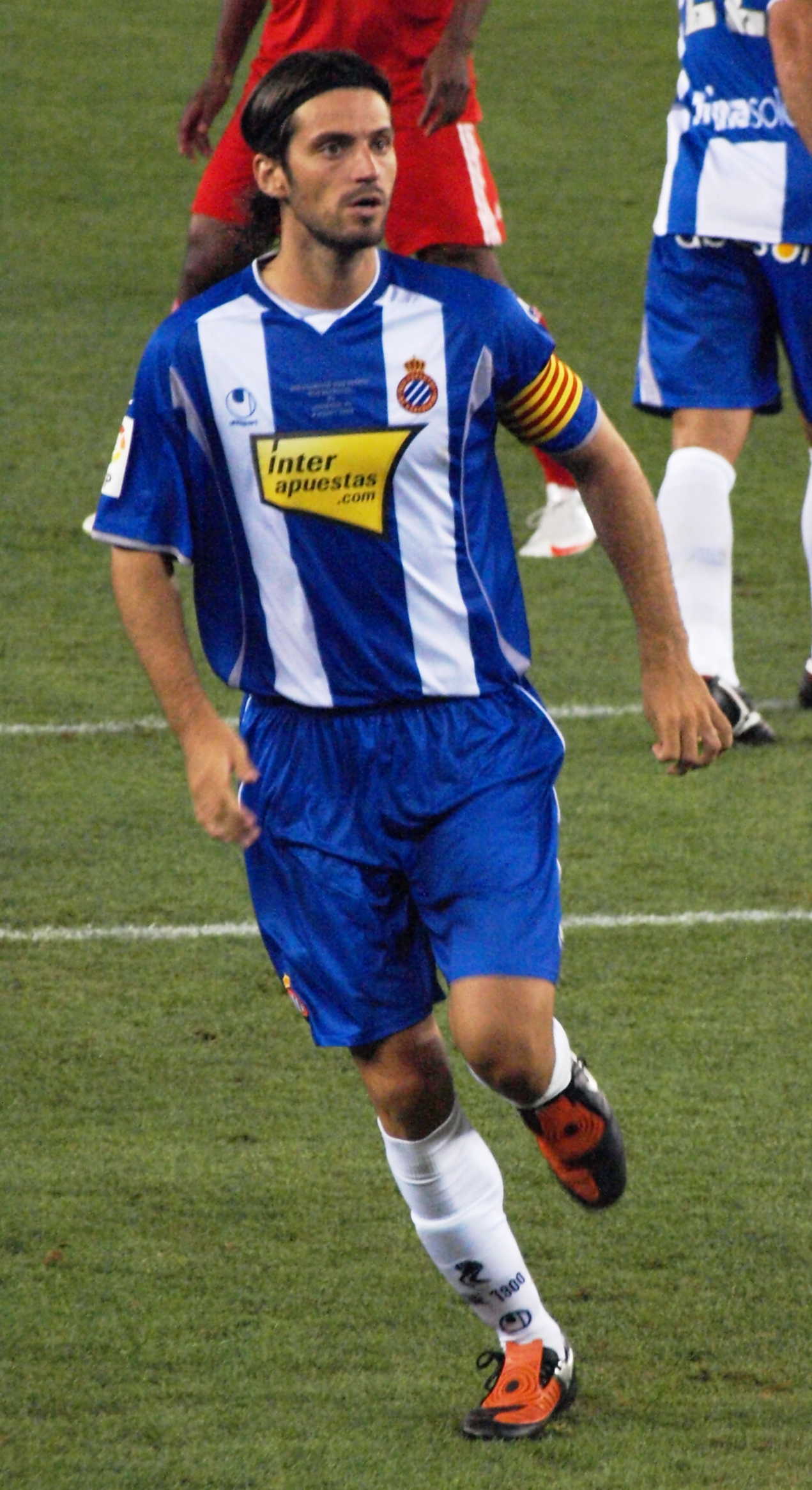
ダニ・ハルケ
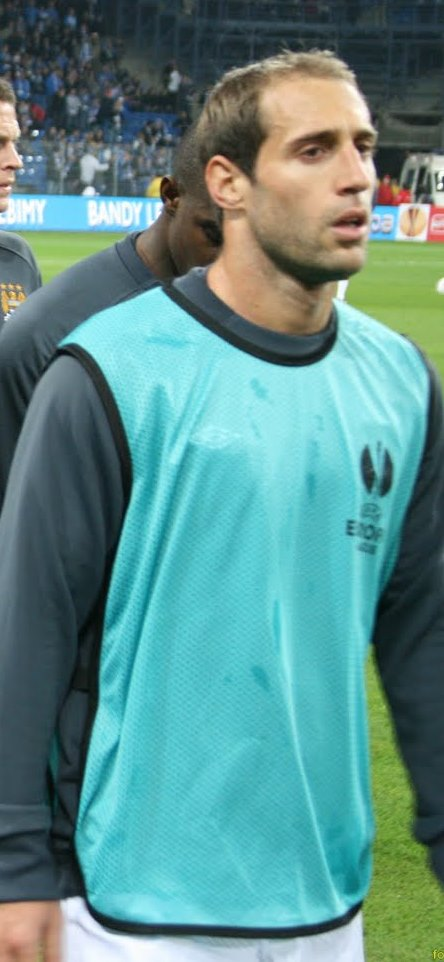
パブロ・サバレタ
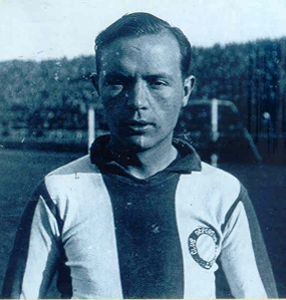
ピトゥス・プラト
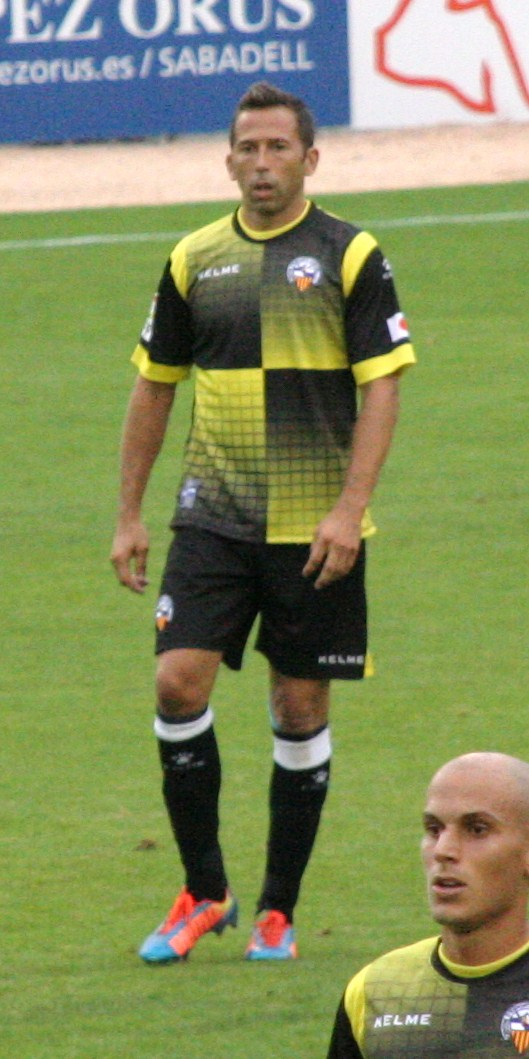
タムード
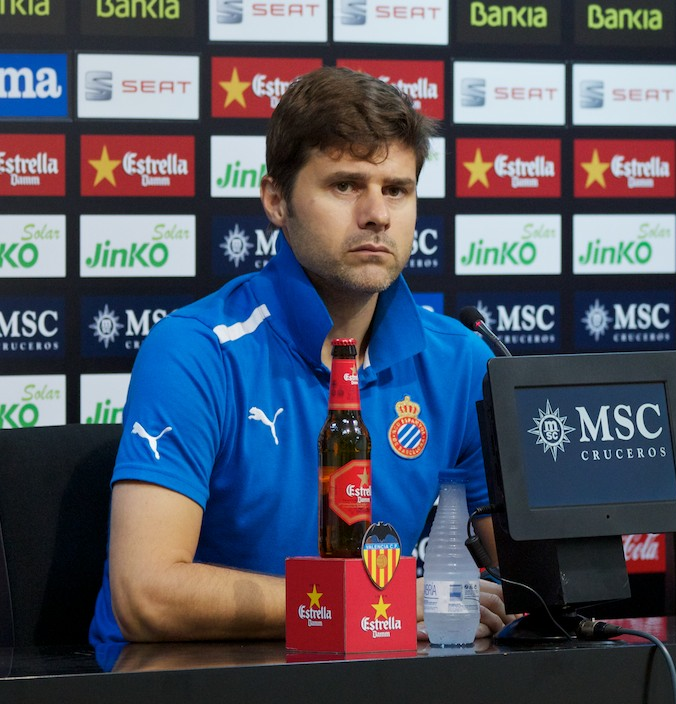
ポチェッティーノ
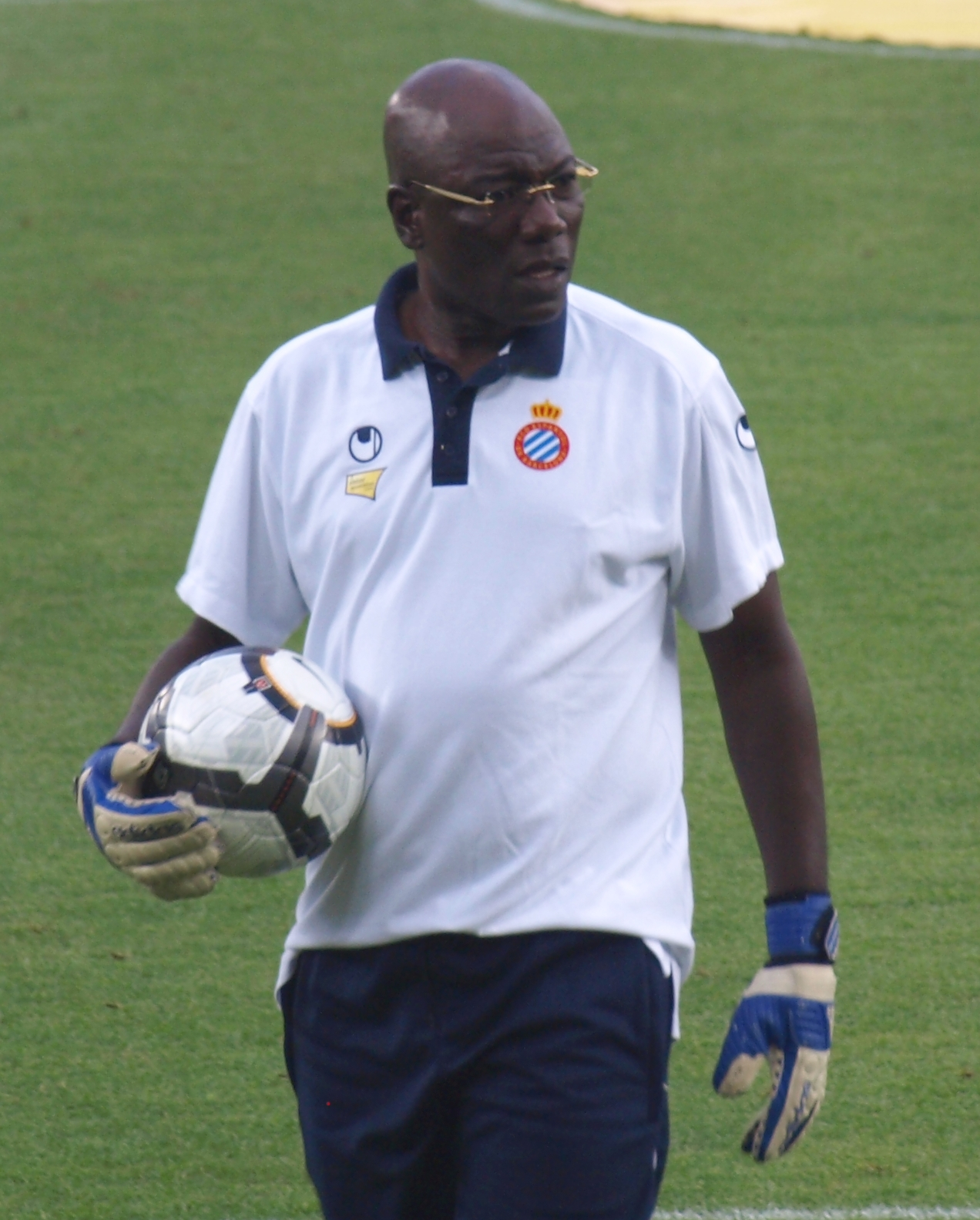
トーマス・ヌコノ
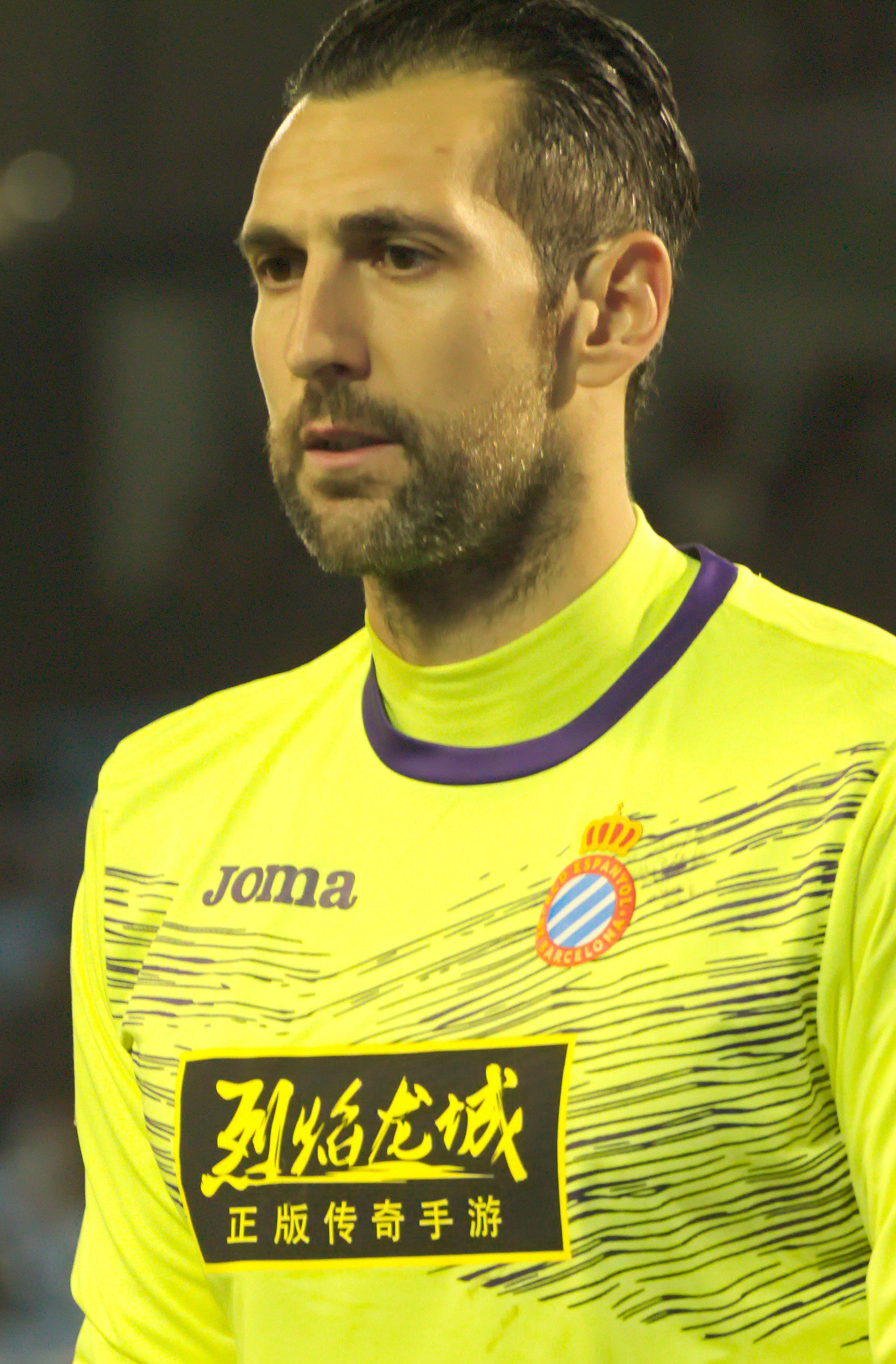
ディエゴ・ロペス

### GK
| - リカルド・サモラ 1922-1930 - トーマス・ヌコノ 1982-1990 - ビセンテ・ビウルン 1990-1993 - トニ・ヒメネス 1993-1999 - パスカル・オルメタ 1996-1998 - フアン・ルイス・モラ 1999-2002 | - アレクサンダー・マンニンガー 2002 - エルウィン・レメンス 2003-2005 - イドリス・カルロス・カメニ 2004-2012 - イニャキ・ラフエンテ 2007-2008 - クリスティアン・アルバレス 2008-2013 - キコ・カシージャ 2008-2015 | - パウ・ロペス 2014-2018 - フランチェスコ・バルディ 2015 - ギエドリュス・アルラウスキス 2016 - ロベルト 2016-2019 - ディエゴ・ロペス 2016-2022 |

### DF
- ホセ・パラ 1947-1959
- ホアキン・オリバ 1949-1950
- ペドロ・デ・フェリペ 1972-1977
- マウリシオ・ポチェッティーノ 1994-2000, 2004-2006
- クリストバル・パラーロ 1995-2001
- ナンド・ムニョス 1996-2001
- イバン・エルゲラ 1998-1999
- ジョアン・カプデビラ 1998-1999
- モレノ・トリチェッリ 2002-2004
- ダニ・ハルケ 2002-2009
- ピエール・ウォメ 2003-2004
- ウーゴ・イバーラ 2004-2005
- オスカル・ミニャンブレス 2004-2005
- フアンフラン 2005-2006
- パブロ・サバレタ 2005-2008
- マルク・トレホン 2005-2009
- フアン・ベラスコ 2006-2007
- クレメンテ・ロドリゲス 2007-2008
- スティーヴ・フィナン 2008-2009
- ニコラス・パレハ 2008-2010
- ビクトル・ルイス 2009-2011
- フアン・フォルリン 2009-2013
- エクトル・モレノ 2011-2015
- エリック・バイリー 2013-2014
- アルバロ・ゴンサレス 2014-2016
- ミカエル・シアニ 2015-2016
- ディエゴ・レジェス 2016-2017
- マルティン・デミチェリス 2016-2017
- アーロン・マルティン 2016-2019
- マリオ・エルモソ 2017-2019
- セバスティアン・コルシア 2019-2020
- ベルナルド・エスピノサ 2019-2020
- レアンドロ・カブレラ 2020-
- セサル・モンテス 2023-

### MF
- ホセ・マリア・マグレギ 1963-1964
- マルシアル・ピナ 1966-1969
- ヨン・ラウリドセン 1982-1988
- ナスコ・シラコフ 1990-1991
- フランシスコ 1990-1997
- ロベルト 1993-1995, 1998
- トニ・ベラマサン 1999-2005
- パウロ・ソウザ 2002
- イバン・デ・ラ・ペーニャ 2002-2011
- アラン・ボゴシアン 2003-2004
- ジョルディ・クライフ 2003-2004
- イト 2004-2007
- フアンフラン 2005-2006
- ルイス・ガルシア 2005-2011
- ネネ 2008-2009
- 中村俊輔 2009-2010
- アルド・ドゥシェル 2010-2012
- ロマリッチ 2011-2012
- フィリペ・コウチーニョ 2012
- シモン 2012-2014
- ビクトル・サンチェス 2012-2020
- ピッツィ 2013-2014
- セルジ・ダルデル 2017-
- アンデル・イトゥラスペ 2019-2020

### FW
- ホセ・フンコサ 1942-1944
- ロセンド・エルナンデス 1944-1950
- エクトル・リアル 1961-1962
- アルフレッド・ディ・ステファノ 1964-1966
- マラニョン 1974-1983
- スティーブ・アーチボルド 1990
- イーゴリ・コルネーエフ 1991-1994
- フロリン・ラドチョウ 1994-1996
- サミュエル・エトオ 1999
- マキシ・ロドリゲス 2002-2005
- アルベルト・リエラ 2005-2008
- ワルテル・パンディアーニ 2006-2007, 2011-2012
- フランシスコ・ルフェテ 2006-2008
- バルド 2007-2010
- エヴェルトン 2008
- ホセ・カジェホン 2008-2011
- パブロ・オスバルド 2010-2011
- マルティン・ペトロフ 2013
- ルーカス・バスケス 2014-2015
- フェリペ・カイセド 2014-2017
- マルコ・アセンシオ 2015-2016
- ジェラール・モレノ 2015-2018
- ホセ・アントニオ・レジェス 2016-2017
- 武磊 2019-2022
- ラウール・デ・トマス 2020-2022